# Vuelta al Táchira 1991
La 26ª edición de la Vuelta al Táchira se disputó desde el 11 hasta el 21 de enero de 1991.
Perteneció al calendario de la Federación Venezolana de Ciclismo. El recorrido contó con 10 etapas y 1342 km, transitando por los estados Zulia, Trujillo, Mérida y Táchira.
El ganador fue el colombiano Ángel Camargo del equipo Selección de Colombia, quien fue escoltado en el podio por Juan Carlos Rosero y José González.
Las clasificaciones por equipos la ganó Selección de Colombia.

## Equipos participantes
Participaron varios equipos conformados por entre 6 y 8 corredores, con equipos de Venezuela, Ecuador, Cuba y Colombia.
| - Lotería del Táchira - Lotería del Táchira B - Club Cadafe - Harina Juana - Gobernación de Trujillo - Gobernación de Táchira | - Selección de Colombia - Café de Colombia - Selección de Cuba - Selección de Ecuador - Selección de Italia |

## Etapas
| Etapa   | Fecha       | Recorrido                             | Km  | Ganador           | Lider             |
| Prólogo | 11 de enero | Circuito en San Cristóbal             | 5   | Samuel Villamizar | Samuel Villamizar |
| 1ª      | 12 de enero | San Cristóbal - Colón                 | 143 | Robinson Merchán  | Ángel Camargo     |
| 2ª      | 13 de enero | Colón - Santa Bárbara                 | 170 | Marino Marcozzi   | Ángel Camargo     |
| 3ª      | 14 de enero | Circuito en Maracaibo                 | 135 | Marino Marcozzi   | Ángel Camargo     |
| 4ª      | 15 de enero | Cabimas - Valera                      | 174 | Manuel Hidalgo    | Ángel Camargo     |
| 5ª A    | 16 de enero | El Vigía - Mérida                     | 90  | Alexis Méndez     | Ángel Camargo     |
| 5ª B    | 16 de enero | Circuito en Mérida                    | 45  | Fernando Correa   | Ángel Camargo     |
| 6ª      | 17 de enero | Circuito en Mérida - Tovar            | 132 | Pedro Rodríguez   | Ángel Camargo     |
| 7ª      | 18 de enero | Tovar - La Grita                      | 168 | Leonardo Sierra   | Ángel Camargo     |
| 8ª      | 19 de enero | San Cristóbal - Capacho Viejo - Rubio | 170 | Libardo Niño      | Ángel Camargo     |
| 9ª      | 20 de enero | Táriba - Circuito en San Cristóbal    | 117 | Peter Hilse       | Ángel Camargo     |
| 10.ª    | 21 de enero | Circuito en San Cristóbal             | 118 | Manuel Guevara    | Ángel Camargo     |

## Clasificaciones

### Clasificación general
| Posición | Ciclista           | Equipo                  | Tiempo   |
|          | Ángel Camargo      | Selección de Colombia   | 30:35:49 |
| 2º       | Juan Carlos Rosero | Selección de Ecuador    |          |
| 3º       | José González      | Selección de Colombia   |          |
| 4º       | Israel Ochoa       | Selección de Colombia   |          |
| 5º       | Leonardo Sierra    | Gobernación de Trujillo |          |
| 6º       | Bandera de ?       | Bandera de ?            |          |
| 7º       | Bandera de ?       | Bandera de ?            |          |
| 8º       | Bandera de ?       | Bandera de ?            |          |
| 9º       | Bandera de ?       | Bandera de ?            |          |
| 10º      | Bandera de ?       | Bandera de ?            |          |

### Clasificación por puntos
| Posición | Ciclista     | Equipo       | Puntos |
|          | Bandera de ? | Bandera de ? |        |
| 2°       | Bandera de ? | Bandera de ? |        |
| 3°       | Bandera de ? | Bandera de ? |        |

### Clasificación de la montaña
| Posición | Ciclista     | Equipo       | Puntos |
|          | Bandera de ? | Bandera de ? |        |
| 2°       | Bandera de ? | Bandera de ? |        |
| 3°       | Bandera de ? | Bandera de ? |        |

### Clasificación de los sprints
| Posición | Ciclista     | Equipo       | Puntos |
|          | Bandera de ? | Bandera de ? |        |
| 2°       | Bandera de ? | Bandera de ? |        |
| 3°       | Bandera de ? | Bandera de ? |        |

### Clasificación sub-23
| Posición | Ciclista        | Equipo              | Tiempo |
|          | oskar Mendoza   | cadafe              |        |
| 2°       | jose barrios    | alcaldía de Cabimas |        |
| 3°       | hernando sierra | Bandera de ?        |        |

### Clasificación por equipos
| Posición | Equipo                | Tiempo |
|          | Selección de Colombia |        |
| 2°       | Bandera de ?          |        |
| 3°       | Bandera de ?          |        |